# Ryūta Hara
Ryūta Hara (jap. 原 竜太 Hara Ryūta; ur. 19 kwietnia 1981) – japoński piłkarz występujący na pozycji napastnika.

## Kariera klubowa
Od 2000 do 2009 roku występował w klubach Nagoya Grampus Eight, Kyoto Purple Sanga, Montedio Yamagata i Shonan Bellmare.